# Leichtathletik-Länderkampf der Männer 1982 BR Deutschland – Italien – Polen
| 4. Leichtathletik-Länderkampf mit bundesdeutscher Beteiligung 1982 | 4. Leichtathletik-Länderkampf mit bundesdeutscher Beteiligung 1982 |
| ------------------------------------------------------------------ | ------------------------------------------------------------------ |
|                                                                    |                                                                    |
| Ländervergleich der Männer: BR Deutschland – Italien – Polen       |                                                                    |
| Austragungsort                                                     | Frankfurt/Main                                                     |
| Wettbewerbe                                                        | 21                                                                 |
| Datum                                                              | 11./12. Juni                                                       |
| 1. FRG 2. POL 3. ITA                                               | 180 P 143 P 118 P                                                  |
| Chronik                                                            |                                                                    |
| ← FRG-URS 7kampf (F)                                               | FRG-POL/FRG-NLD-POL (F) →                                          |

Der vierte Vergleich des Länderkampfjahres 1982 war der erste Länderkampf des Jahres mit dem allgemeinen leichtathletischen Programm. In Frankfurt am Main trafen die bundesdeutschen Männer am 11./12. Juni auf Italien und Polen. Parallel traten am selben Ort auch die bundesdeutschen Frauen zu einer Veranstaltung an mit Länderkämpfen gegen Polen und die Niederlande.
Italien war schon sehr häufig Gegner einer deutschen Männermannschaft gewesen, zuletzt hatte es 1980 und 1981 Vergleiche der Nachwuchs-Athleten dieser beiden Länder gegeben, deren Bilanz eins zu eins lautete. Die letzte Begegnung in einem Zweiländerkampf zwischen den Toppathleten der beiden Nationen lag schon länger zurück und hatte 1964 stattgefunden. Zwischenzeitlich hatte es allerdings vier Veranstaltungen als Sechsländerkampf gegeben, an denen zusätzlich Belgien, Frankreich, die Niederlande und die Schweiz beteiligt waren. Alle vorangegangenen Treffen hatten die deutschen Teams für sich verbucht.
Gegen die starken Polen hatten die bundesdeutschen Leichtathleten mit sechs zu acht bei einem Unentschieden eine negative Bilanz. Die Vergleiche in Zweiländerkämpfen 1974 und 1975 hatte die Bundesrepublik Deutschland für sich entschieden, doch 1980 hatte wieder Polen gesiegt. Darüber hinaus hatte es im Vorjahr eine Begegnung unter zusätzlicher Beteiligung Großbritanniens gegeben, in der die Bundesrepublik vorne gelegen hatte.

## Modus
Auf dem Programm stand neben den bei Länderkämpfen üblichen zwanzig Disziplinen mit dem 10 000-m-Bahngehen noch ein weiterer Wettbewerb. Die beiden Langstreckenläufe über 5000 und 10.000 Meter wurden in diesem Aufeinandertreffen nicht gekürzt. Aus dem olympischen Wettbewerbskatalog fehlten so nur der Marathonlauf, die beiden Disziplinen im Straßengehen und der Zehnkampf. Am Start waren zwei Teilnehmer je Land und Wettbewerb. Die Wertung erfolgte nach folgendem System: In den Einzeldisziplinen wurde Platz eins mit sieben Punkten belohnt, für Platz zwei gab es fünf Punkte, für Platz drei vier, für Platz vier drei Punkte usw. In den Staffeln wurde mit sieben zu vier zu zwei gepunktet.

## Ergebnis
In den Einzelläufen dominierten die bundesdeutschen Sportler mit sechs Disziplinerfolgen sowie je einem Unentschieden mit Italien und Polen. Die italienischen und polnischen Athleten kamen hier zu je einem Sieg. Von den Staffeln gewannen die Bundesrepublik und Polen je eine. Das Bahngehen ging an Italien. Im Bereich Sprung entschieden Polens Vertreter drei Wettbewerbe für sich, die bundesdeutschen Teilnehmer lagen im Dreisprung vorn. In der Kategorie Wurf/Stoß verbuchten Italien und die Bundesrepublik je zwei Disziplinsiege. Die Länderkampfwertung gewann die Bundesrepublik Deutschland mit 180 Punkten. Polen belegte mit 143 Punkten den zweiten Platz. Italien wurde mit 118 Punkten Dritter.

## Legende
Kurze Übersicht zur Bedeutung der Symbolik – so üblicherweise auch in sonstigen Veröffentlichungen verwendet:
| DNF | nicht im Ziel (did not finish) |
| NMH | keine Höhe (No Mark)           |

## Resultate

### 100 m
| Platz | Athlet              | Land | Zeit (s) |
| ----- | ------------------- | ---- | -------- |
| 1     | Marian Woronin      | POL  | 10,31    |
| 2     | Christian Haas      | FRG  | 10,39    |
| 3     | Carlo Simionato     | ITA  | 10,49    |
| 4     | Richard Luxenburger | FRG  | 10,53    |
| 5     | Gianfranco Lazzer   | ITA  | 10,67    |
| 6     | Leszek Dunecki      | POL  | 10,72    |

Datum: 11. Juni
Wind: +0,8 m/s

### 200 m
| Platz | Athlet               | Land | Zeit (s) |
| ----- | -------------------- | ---- | -------- |
| 1     | Pierfrancesco Pavoni | ITA  | 21,20    |
| 2     | Marian Woronin       | POL  | 21,21    |
| 3     | Giovanni Bongiorno   | ITA  | 21,28    |
| 4     | Ingo Froböse         | FRG  | 21,37    |
| 5     | Leszek Dunecki       | POL  | 21,55    |
| 6     | Rainer Heckmann      | FRG  | 21,66    |

Datum: 12. Juni
Wind: −2,6 m/s

### 400 m
| Platz | Athlet             | Land | Zeit (s) |
| ----- | ------------------ | ---- | -------- |
| 1     | Hartmut Weber      | FRG  | 45,52    |
| 2     | Thomas Giessing    | FRG  | 46,31    |
| 3     | Ryszard Podlas     | POL  | 46,37    |
| 4     | Andrzej Stępień    | POL  | 46,76    |
| 5     | Alfonso Di Guida   | ITA  | 47,28    |
| 6     | Stefano Malinverni | ITA  | 48,32    |

Datum: 11. Juni

### 800 m
| Platz | Athlet               | Land | Zeit (min) |
| ----- | -------------------- | ---- | ---------- |
| 1     | Willi Wülbeck        | FRG  | 1:48,88    |
| 2     | Matthias Assmann     | FRG  | 1:48,93    |
| 3     | Donato Sabia         | ITA  | 1:49,07    |
| 4     | Ryszard Ostrowski    | POL  | 1:49,37    |
| 5     | Stanisław Rzeźniczak | POL  | 1:49,51    |
| 6     | Stefano Cecchini     | ITA  | 1:51,89    |

Datum: 12. Juni

### 1500 m
| Platz | Athlet             | Land | Zeit (min) |
| ----- | ------------------ | ---- | ---------- |
| 1     | Thomas Wessinghage | FRG  | 3:41.72    |
| 2     | Uwe Mönkemeyer     | FRG  | 3:42,21    |
| 3     | Miroslav Zerkowski | POL  | 3:42,82    |
| 4     | Cluudio Patrignani | ITA  | 3:43,21    |
| 5     | Bogusław Mamiński  | POL  | 3:43,47    |
| 6     | Stefano Mei        | ITA  | 3:44,91    |

Datum: 11. Juni

### 5000 m
| Platz | Athlet                | Land | Zeit (min) |
| ----- | --------------------- | ---- | ---------- |
| 1     | Alberto Cova          | ITA  | 13:39,94   |
| 2     | Christoph Herle       | FRG  | 13:40,56   |
| 3     | Bogusław Psujek       | POL  | 13:41,31   |
| 4     | Wolf-Dieter Poschmann | FRG  | 13:52,74   |
| 5     | Dariusz Jańczuk       | POL  | 14:03,15   |
| 6     | Franz Spiess          | ITA  | 14:04,72   |

Datum: 11. Juni

### 10.000 m
| Platz | Athlet               | Land | Zeit (min) |
| ----- | -------------------- | ---- | ---------- |
| 1     | Karl Fleschen        | FRG  | 28:15,92   |
| 2     | Salvatore Antibo     | ITA  | 28:16,25   |
| 3     | Hans-Jürgen Orthmann | FRG  | 28:18,54   |
| 4     | Salvatore Nicosia    | ITA  | 28:47,49   |
| 5     | Antoni Niemczak      | POL  | 28:50,24   |
| 6     | Jerzy Kowol          | POL  | 29:27,00   |

Datum: 11. Juni

### 110 m Hürden
| Platz | Athlet             | Land | Zeit (s) |
| ----- | ------------------ | ---- | -------- |
| 1     | Karl-Werner Dönges | FRG  | 13,71    |
| 2     | Romuald Giegiel    | POL  | 14,04    |
| 3     | Peter Scholz       | FRG  | 14,21    |
| 4     | Daniele Fontecchio | ITA  | 14,28    |
| 5     | Gianni Tozzi       | ITA  | 14,55    |
| 6     | Krystian Torka     | POL  | 14,69    |

Datum: 12. Juni
Wind: −4,0 m/s

### 400 m Hürden
| Platz | Athlet          | Land | Zeit (s) |
| ----- | --------------- | ---- | -------- |
| 1     | Harald Schmid   | FRG  | 48,76    |
| 2     | Ryszard Szparak | POL  | 49,87    |
| 3     | Saverio Gellini | ITA  | 50,39    |
| 4     | Axel Salander   | FRG  | 51,16    |
| 5     | Luca Cosi       | ITA  | 51,45    |
| 6     | Peter Kaczmarek | POL  | 51,46    |

Datum: 12. Juni

### 3000 m Hindernis
| Platz | Athlet              | Land | Zeit (min) |
| ----- | ------------------- | ---- | ---------- |
| 1     | Krysztof Wesolowski | POL  | 8:29,28    |
| 2     | Francesco Panetta   | ITA  | 8:33,27    |
| 3     | Michael Längler     | FRG  | 8:39,44    |
| 4     | Patriz Ilg          | FRG  | 8:42,70    |
| 5     | Piotr Zgarda        | POL  | 8:44,69    |
| 6     | Modesto Bonan       | ITA  | 8:56,50    |

Datum: 12. Juni

### 4 × 100 m Staffel
| Platz | Besetzung      | Land                                                                    | Zeit (s) |
| ----- | -------------- | ----------------------------------------------------------------------- | -------- |
| 1     | Polen          | Krzysztof Zwoliński Zenon Licznerski Leszek Dunecki Marian Woronin      | 38,99    |
| 2     | BR Deutschland | Ingo Froböse Christian Haas Fritz Heer Richard Luxenburger              | 39,23    |
| DNF   | Italien        | Giovanni Grazioli Luciano Caravani Pierfrancesco Pavoni Carlo Simionato |          |

Datum: 11. Juni

### 4 × 400 m Staffel
| Platz | Besetzung      | Land                                                             | Zeit (min) |
| ----- | -------------- | ---------------------------------------------------------------- | ---------- |
| 1     | BR Deutschland | Lothar Krieg Hartmut Weber Thomas Giessing Harald Schmid         | 3:04,28    |
| 2     | Italien        | Gangi Stefano Malinverni Alfonso Di Guida Mauro Zuliani          | 3:04,70    |
| 3     | Polen          | Ryszard Wichrowski Zbigniew Rytel Andrzej Stępień Ryszard Podlas | 3:05,34    |

Datum: 12. Juni

### 10 000-m-Bahngehen
| Platz | Athlet               | Land | Zeit (min) |
| ----- | -------------------- | ---- | ---------- |
| 1     | Alessandro Pezzatini | ITA  | 40:58,32   |
| 2     | Carlo Mattioli       | ITA  | 40:59,65   |
| 3     | Zdzisław Szlapkin    | POL  | 41:00,91   |
| 4     | Franz-Josef Weber    | FRG  | 41:40,80   |
| 5     | Alfons Schwarz       | FRG  | 42:15,74   |
| 6     | Boguslaw Duda        | POL  | 43:23,56   |

Datum: 11. Juni

### Hochsprung
| Platz | Athlet           | Land | Höhe (m) |
| ----- | ---------------- | ---- | -------- |
| 1     | Janusz Trzepizur | POL  | 2,23     |
| 2     | Jacek Wszoła     | POL  | 2,23     |
| 3     | Gerd Nagel       | FRG  | 2,20     |
| 4     | Gianni Davito    | ITA  | 2,15     |
| 5     | Oscar Raise      | ITA  | 2,15     |
| 6     | Carlo Thränhardt | FRG  | 2,15     |

Datum: 12. Juni

### Stabhochsprung
| Platz | Athlet                | Land | Höhe (m)                       |
| ----- | --------------------- | ---- | ------------------------------ |
| 1     | Władysław Kozakiewicz | POL  | 5,50                           |
| 2     | Günther Lohre         | FRG  | 5,40                           |
| 3     | Jürgen Winkler        | FRG  | 5,20                           |
| 4     | Tadeusz Ślusarski     | POL  | 5,20                           |
| 5     | Mauro Barella         | ITA  | 5,00                           |
| NMH   | Enzo Bellone          | ITA  | Anfangshöhe nicht übersprungen |

Datum: 12. Juni

### Weitsprung
| Platz | Athlet               | Land | Weite (m) |
| ----- | -------------------- | ---- | --------- |
| 1     | Stanisław Jaskułka   | POL  | 7,70      |
| 2     | Andrzcj Klimaszewski | POL  | 7,68      |
| 3     | Jürgen Wörner        | FRG  | 7,68      |
| 4     | Joachim Busse        | FRG  | 7,53      |
| 5     | Marco Piocchi        | ITA  | 7,44      |
| 6     | Franco Furlani       | ITA  | 7,13      |

Datum: 11. Juni

### Dreisprung
| Platz | Athlet             | Land | Weite (m) |
| ----- | ------------------ | ---- | --------- |
| 1     | Peter Bouschen     | FRG  | 16,25     |
| 2     | Dario Badinelli    | ITA  | 16,06     |
| 3     | Zdislaw Sobora     | POL  | 15,93     |
| 4     | Paolo Piapan       | ITA  | 15,82     |
| 5     | Douglas Henderson  | FRG  | 15,75     |
| 6     | Jerzy Kaduskiewicz | POL  | 15,50     |

Datum: 11. Juni

### Kugelstoßen
| Platz | Athlet                 | Land | Weite (m) |
| ----- | ---------------------- | ---- | --------- |
| 1     | Alessandro Andrei      | ITA  | 20,08     |
| 2     | Janusz Gassowski       | POL  | 19,36     |
| 3     | Udo Gelhausen          | FRG  | 19,21     |
| 4     | Mario Montelatici      | ITA  | 19,19     |
| 5     | Mieczyslaw Kropelnicki | POL  | 19,01     |
| 6     | Werner Hartmann        | FRG  | 16,92     |

Datum: 11. Juni

### Diskuswurf
| Platz | Athlet            | Land | Weite (m) |
| ----- | ----------------- | ---- | --------- |
| 1     | Rolf Danneberg    | FRG  | 62,32     |
| 2     | Stanisław Wołodko | POL  | 61,48     |
| 3     | Werner Hartmann   | FRG  | 60,84     |
| 4     | Marco Bucci       | ITA  | 60,20     |
| 5     | Dariusz Juzyszyn  | POL  | 59,42     |
| 6     | Marco Martino     | ITA  | 59,42     |

Datum: 11. Juni

### Hammerwurf
| Platz | Athlet              | Land | Weite (m) |
| ----- | ------------------- | ---- | --------- |
| 1     | Klaus Ploghaus      | FRG  | 76,56     |
| 2     | Karl-Hans Riehm     | FRG  | 75,50     |
| 3     | Paolo Urlando       | ITA  | 75,48     |
| 4     | Ireneusz Golda      | POL  | 74,26     |
| 5     | Mariusz Tomaszewski | POL  | 72,56     |
| 6     | Orlando Bianchini   | ITA  | 70.20     |

Datum: 12. Juni

### Speerwurf
| Platz | Athlet           | Land | Weite (m) |
| ----- | ---------------- | ---- | --------- |
| 1     | Helmut Schreiber | FRG  | 77,02     |
| 2     | Stanislaw Górak  | POL  | 76,82     |
| 3     | Wolfram Gambke   | FRG  | 75,80     |
| 4     | Sergio Vesentini | ITA  | 69,12     |
| 5     | Dariusz Adamus   | POL  | 67,28     |
| 6     | Franco Michielon | ITA  | 64,92     |

Datum: 12. Juni